# Les Borges Blanques
Les Borges Blanques (em catalão e oficialmente) ou Borjas Blancas (em castelhano, conhecido no passado como Borjas) é um município da Espanha na província de Lérida, comunidade autónoma da Catalunha. Tem 61,6 km² de área e em 2021 tinha 6 195 habitantes (densidade: 100,6 hab./km²). É a capital da comarca de Garrigues.

## Demografia
| Variação demográfica do município entre 1991 e 2004 | Variação demográfica do município entre 1991 e 2004 | Variação demográfica do município entre 1991 e 2004 | Variação demográfica do município entre 1991 e 2004 |
| --------------------------------------------------- | --------------------------------------------------- | --------------------------------------------------- | --------------------------------------------------- |
| 1991                                                | 1996                                                | 2001                                                | 2004                                                |
| 5089                                                | 5190                                                | 5143                                                | 5425                                                |